# Mohamed Amine Ben Amor
Mohamed Amine Ben Amor (Sousse, 3 de maio de 1992) é um futebolista profissional tunisiano que atua como defensor.

## Carreira
Mohamed Amine Ben Amor representou o elenco da Seleção Tunisiana de Futebol no Campeonato Africano das Nações de 2017.